# Noruega en la Copa Mundial de Fútbol
La selección de fútbol de Noruega ha jugado en tres ediciones de la Copa Mundial de Fútbol. Su primera participación fue en la Copa Mundial de Fútbol de 1938 y su última participación fue en la Copa Mundial de Fútbol de 1998 por lo que completa seis copas del mundo consecutivas sin clasificar. La selección se ubica en el puesto 50 en el ranking histórico de los Mundiales de Fútbol.

## Resumen de participaciones
| Edición | Resultado        | Posición       | PJ             | PG             | PE             | PP             | GF             | GC             | Dif.           | Goleador                                                  |
| ------- | ---------------- | -------------- | -------------- | -------------- | -------------- | -------------- | -------------- | -------------- | -------------- | --------------------------------------------------------- |
| 1930    | No participó     | No participó   | No participó   | No participó   | No participó   | No participó   | No participó   | No participó   | No participó   | No participó                                              |
| 1934    | No participó     | No participó   | No participó   | No participó   | No participó   | No participó   | No participó   | No participó   | No participó   | No participó                                              |
| 1938    | Octavos de final | 12°            | 1              | 0              | 0              | 1              | 1              | 2              | -1             | Arne Brustad (1)                                          |
| 1950    | No participó     | No participó   | No participó   | No participó   | No participó   | No participó   | No participó   | No participó   | No participó   | No participó                                              |
| 1954    | No clasificó     | No clasificó   | No clasificó   | No clasificó   | No clasificó   | No clasificó   | No clasificó   | No clasificó   | No clasificó   | No clasificó                                              |
| 1958    | No clasificó     | No clasificó   | No clasificó   | No clasificó   | No clasificó   | No clasificó   | No clasificó   | No clasificó   | No clasificó   | No clasificó                                              |
| 1962    | No clasificó     | No clasificó   | No clasificó   | No clasificó   | No clasificó   | No clasificó   | No clasificó   | No clasificó   | No clasificó   | No clasificó                                              |
| 1966    | No clasificó     | No clasificó   | No clasificó   | No clasificó   | No clasificó   | No clasificó   | No clasificó   | No clasificó   | No clasificó   | No clasificó                                              |
| 1970    | No clasificó     | No clasificó   | No clasificó   | No clasificó   | No clasificó   | No clasificó   | No clasificó   | No clasificó   | No clasificó   | No clasificó                                              |
| 1974    | No clasificó     | No clasificó   | No clasificó   | No clasificó   | No clasificó   | No clasificó   | No clasificó   | No clasificó   | No clasificó   | No clasificó                                              |
| 1978    | No clasificó     | No clasificó   | No clasificó   | No clasificó   | No clasificó   | No clasificó   | No clasificó   | No clasificó   | No clasificó   | No clasificó                                              |
| 1982    | No clasificó     | No clasificó   | No clasificó   | No clasificó   | No clasificó   | No clasificó   | No clasificó   | No clasificó   | No clasificó   | No clasificó                                              |
| 1986    | No clasificó     | No clasificó   | No clasificó   | No clasificó   | No clasificó   | No clasificó   | No clasificó   | No clasificó   | No clasificó   | No clasificó                                              |
| 1990    | No clasificó     | No clasificó   | No clasificó   | No clasificó   | No clasificó   | No clasificó   | No clasificó   | No clasificó   | No clasificó   | No clasificó                                              |
| 1994    | Fase de grupos   | 17°            | 3              | 1              | 1              | 1              | 1              | 1              | 0              | Kjetil Rekdal (1)                                         |
| 1998    | Octavos de final | 15°            | 4              | 1              | 2              | 1              | 5              | 5              | 0              | Kjetil Rekdal, Dan Eggen, Håvard Flo y Tore André Flo (1) |
| 2002    | No clasificó     | No clasificó   | No clasificó   | No clasificó   | No clasificó   | No clasificó   | No clasificó   | No clasificó   | No clasificó   | No clasificó                                              |
| 2006    | No clasificó     | No clasificó   | No clasificó   | No clasificó   | No clasificó   | No clasificó   | No clasificó   | No clasificó   | No clasificó   | No clasificó                                              |
| 2010    | No clasificó     | No clasificó   | No clasificó   | No clasificó   | No clasificó   | No clasificó   | No clasificó   | No clasificó   | No clasificó   | No clasificó                                              |
| 2014    | No clasificó     | No clasificó   | No clasificó   | No clasificó   | No clasificó   | No clasificó   | No clasificó   | No clasificó   | No clasificó   | No clasificó                                              |
| 2018    | No clasificó     | No clasificó   | No clasificó   | No clasificó   | No clasificó   | No clasificó   | No clasificó   | No clasificó   | No clasificó   | No clasificó                                              |
| 2022    | No clasificó     | No clasificó   | No clasificó   | No clasificó   | No clasificó   | No clasificó   | No clasificó   | No clasificó   | No clasificó   | No clasificó                                              |
| 2026    | Por disputarse   | Por disputarse | Por disputarse | Por disputarse | Por disputarse | Por disputarse | Por disputarse | Por disputarse | Por disputarse | Por disputarse                                            |
| 2030    | Por disputarse   | Por disputarse | Por disputarse | Por disputarse | Por disputarse | Por disputarse | Por disputarse | Por disputarse | Por disputarse | Por disputarse                                            |
| 2034    | Por disputarse   | Por disputarse | Por disputarse | Por disputarse | Por disputarse | Por disputarse | Por disputarse | Por disputarse | Por disputarse | Por disputarse                                            |
| Total   | 3/22             | 50°            | 8              | 2              | 3              | 3              | 7              | 8              | -1             | Kjetil Rekdal (2)                                         |

## Ediciones

### Francia 1938

#### Octavos de final
| 5 de junio de 1938 | Italia                  | 2:1 (1:1, 1:1) (t. s.) | Noruega     | Vélodrome, Marsella                                       |                                                           |
| 17:00              | Ferraris 2' · Piola 94' | Reporte                | Brustad 83' | Asistencia: 19.000 espectadores Árbitro(s): Alois Beranek | Asistencia: 19.000 espectadores Árbitro(s): Alois Beranek |

#### Estadísticas

##### Posiciones
| Equipo | Equipo  | Pts | PJ | PG | PE | PP | GF | GC | Dif | Rend |
| ------ | ------- | --- | -- | -- | -- | -- | -- | -- | --- | ---- |
| 11     | Polonia | 0   | 1  | 0  | 0  | 1  | 5  | 6  | -1  | 0,0% |
| 12     | Noruega | 0   | 1  | 0  | 0  | 1  | 1  | 2  | -1  | 0,0% |
| 13     | Bélgica | 0   | 1  | 0  | 0  | 1  | 1  | 3  | -2  | 0,0% |

##### Goleadores
| Jugador      | Goles |
| ------------ | ----- |
| Arne Brustad | 1     |

### Estados Unidos 1994

#### Primera fase / Grupo E
| Selección | Pts. | PJ | PG | PE | PP | GF | GC | Dif. |
| --------- | ---- | -- | -- | -- | -- | -- | -- | ---- |
| México    | 4    | 3  | 1  | 1  | 1  | 3  | 3  | 0    |
| Irlanda   | 4    | 3  | 1  | 1  | 1  | 2  | 2  | 0    |
| Italia    | 4    | 3  | 1  | 1  | 1  | 2  | 2  | 0    |
| Noruega   | 4    | 3  | 1  | 1  | 1  | 1  | 1  | 0    |

| 19 de junio de 1994                       | Noruega    | 1:0 (0:0) | México | RFK Memorial Stadium, Washington                        |                                                         |
| 16:00 (ET)                                | Rekdal 84' | Reporte   |        | Asistencia: 52 395 espectadores Árbitro(s): Sándor Puhl | Asistencia: 52 395 espectadores Árbitro(s): Sándor Puhl |
| Primera victoria de Noruega en Mundiales. |            |           |        |                                                         |                                                         |

| 23 de junio de 1994 | Italia        | 1:0 (0:0) | Noruega | Giants Stadium, Nueva York                              |                                                         |
| 16:00 (ET)          | D. Baggio 69' | Reporte   |         | Asistencia: 74 624 espectadores Árbitro(s): Helmut Krug | Asistencia: 74 624 espectadores Árbitro(s): Helmut Krug |

| 28 de junio de 1994 | Irlanda | 0:0     | Noruega | Giants Stadium, Nueva York                                     |                                                                |
| 12:30 (ET)          |         | Reporte |         | Asistencia: 72 404 espectadores Árbitro(s): José Torres Cadena | Asistencia: 72 404 espectadores Árbitro(s): José Torres Cadena |

#### Estadísticas

##### Posiciones
| Equipo | Equipo  | Pts | PJ | PG | PE | PP | GF | GC | Dif | Rend  |
| ------ | ------- | --- | -- | -- | -- | -- | -- | -- | --- | ----- |
| 16     | Irlanda | 4   | 4  | 1  | 1  | 2  | 2  | 4  | -2  | 33,3% |
| 17     | Noruega | 4   | 3  | 1  | 1  | 1  | 1  | 1  | 0   | 44,4% |
| 18     | Rusia   | 3   | 3  | 1  | 0  | 2  | 7  | 6  | 1   | 33,3% |

##### Goleadores
| Jugador       | Goles |
| ------------- | ----- |
| Kjetil Rekdal | 1     |

### Francia 1998

#### Primera fase / Grupo A
| Selección | Pts. | PJ | PG | PE | PP | GF | GC | Dif. |
| --------- | ---- | -- | -- | -- | -- | -- | -- | ---- |
| Brasil    | 6    | 3  | 2  | 0  | 1  | 6  | 3  | 3    |
| Noruega   | 5    | 3  | 1  | 2  | 0  | 5  | 4  | 1    |
| Marruecos | 4    | 3  | 1  | 1  | 1  | 5  | 5  | 0    |
| Escocia   | 1    | 3  | 0  | 1  | 2  | 2  | 6  | -4   |

| 10 de junio de 1998 | Marruecos             | 2:2 (1:1) | Noruega                         | Stade de la Mosson, Montpellier                             |                                                             |
| 21:00               | Hadji 37' · Hadda 60' | Reporte   | Chippo 45+1' (a.g.) · Eggen 61' | Asistencia: 29 800 espectadores Árbitro(s): Pirom Anprasert | Asistencia: 29 800 espectadores Árbitro(s): Pirom Anprasert |

| 16 de junio de 1998 | Escocia    | 1:1 (0:0) | Noruega    | Parc Lescure, Burdeos                                     |                                                           |
| 17:00               | Burley 66' | Reporte   | H. Flo 46' | Asistencia: 31 800 espectadores Árbitro(s): Laszlo Vagner | Asistencia: 31 800 espectadores Árbitro(s): Laszlo Vagner |

| 23 de junio de 1998                                                | Brasil     | 1:2 (0:0) | Noruega                           | Stade Vélodrome, Marsella                                       |                                                                 |
| 21:00                                                              | Bebeto 78' | Reporte   | T. A. Flo 83' · Rekdal 88' (pen.) | Asistencia: 55 000 espectadores Árbitro(s): Esfandiar Baharmast | Asistencia: 55 000 espectadores Árbitro(s): Esfandiar Baharmast |
| Primera clasificación de Noruega a una segunda fase de un Mundial. |            |           |                                   |                                                                 |                                                                 |

#### Octavos de final
| 27 de junio de 1998 | Italia    | 1:0 (1:0) | Noruega | Stade Vélodrome, Marsella                                   |                                                             |
| 16:30               | Vieri 18' | Reporte   |         | Asistencia: 55 000 espectadores Árbitro(s): Bernd Heynemann | Asistencia: 55 000 espectadores Árbitro(s): Bernd Heynemann |

#### Estadísticas

##### Posiciones
| Equipo | Equipo   | Pts | PJ | PG | PE | PP | GF | GC | Dif | Rend  |
| ------ | -------- | --- | -- | -- | -- | -- | -- | -- | --- | ----- |
| 14     | Paraguay | 5   | 4  | 1  | 2  | 1  | 3  | 2  | 1   | 41,7% |
| 15     | Noruega  | 5   | 4  | 1  | 2  | 1  | 5  | 5  | 0   | 41,7% |
| 16     | Chile    | 3   | 4  | 0  | 3  | 1  | 5  | 8  | -3  | 25,0% |

##### Goleadores
| Jugador        | Goles |
| -------------- | ----- |
| Kjetil Rekdal  | 1     |
| Dan Eggen      | 1     |
| Håvard Flo     | 1     |
| Tore André Flo | 1     |

## Estadísticas finales

### Tabla estadística de fases finales
Noruega se encuentra en el puesto 50 de la tabla histórica.
|     | Equipo               | PM | Resultados | Resultados | Resultados | Resultados | Resultados | Resultados | Resultados | Resultados | Participación | Participación | Participación | Participación | Participación | Participación | Participación | Participación | Participación | Participación | Participación | Participación | Participación | Participación | Participación | Participación | Participación | Participación | Participación | Participación | Participación | Participación |
| Pts | Equipo               | PM | PJ         | PG         | PE         | PP         | Rnd        | GF         | GC         | 30         | 34            | 38            | 50            | 54            | 58            | 62            | 66            | 70            | 74            | 78            | 82            | 86            | 90            | 94            | 98            | 02            | 06            | 10            | 14            | 18            | 22            |               |
| --- | -------------------- | -- | ---------- | ---------- | ---------- | ---------- | ---------- | ---------- | ---------- | ---------- | ------------- | ------------- | ------------- | ------------- | ------------- | ------------- | ------------- | ------------- | ------------- | ------------- | ------------- | ------------- | ------------- | ------------- | ------------- | ------------- | ------------- | ------------- | ------------- | ------------- | ------------- | ------------- |
| 49º | Sudáfrica            | 3  | 10         | 9          | 2          | 4          | 3          | 37,03%     | 11         | 16         |               |               |               |               |               |               |               |               |               |               |               |               |               |               |               | 24.º          | 17.º          |               | 20.º          |               |               |               |
| 50º | Noruega              | 3  | 9          | 8          | 2          | 3          | 3          | 37,50%     | 7          | 8          |               |               | 12.º          |               |               |               |               |               |               |               |               |               |               |               | 17.º          | 15.º          |               |               |               |               |               |               |
| 51º | Alemania Democrática | 1  | 8          | 6          | 2          | 2          | 2          | 44,44%     | 5          | 5          |               |               |               |               |               |               |               |               |               | 6.º           |               |               |               |               |               |               |               |               |               |               |               |               |

### Goleadores
| Pos. | Jugador        | Goles | Mundiales   |
| ---- | -------------- | ----- | ----------- |
| 1    | Kjetil Rekdal  | 2     | 1994 y 1998 |
| 2    | Arne Brustad   | 1     | 1938        |
| 2    | Dan Eggen      | 1     | 1998        |
| 2    | Håvard Flo     | 1     | 1998        |
| 2    | Tore André Flo | 1     | 1998        |

### Partidos jugados
| Pos. | Jugador             | Partidos | Mundiales   |
| ---- | ------------------- | -------- | ----------- |
| 1    | Henning Berg        | 7        | 1994 y 1998 |
| 1    | Stig Inge Bjørnebye | 7        | 1994 y 1998 |
| 1    | Kjetil Rekdal       | 7        | 1994 y 1998 |
| 4    | Øyvind Leonhardsen  | 6        | 1994 y 1998 |
| 4    | Erik Mykland        | 6        | 1994 y 1998 |
| 6    | Jostein Flo         | 4        | 1994 y 1998 |
| 6    | Mini Jakobsen       | 4        | 1994 y 1998 |
| 6    | Dan Eggen           | 4        | 1998        |
| 6    | Håvard Flo          | 4        | 1998        |
| 6    | Tore André Flo      | 4        | 1998        |
| 6    | Frode Grodås        | 4        | 1998        |
| 6    | Ronny Johnsen       | 4        | 1998        |
| 6    | Vidar Riseth        | 4        | 1998        |

### Historial contra rivales
Actualizado al último partido jugado el 27 de junio de 1998: Italia 1:0 Noruega.
| Selección | Confederación | PJ | PG | PE | PP | GF | GC | Dif |
| --------- | ------------- | -- | -- | -- | -- | -- | -- | --- |
| Brasil    | CONMEBOL      | 1  | 1  | 0  | 0  | 2  | 1  | 1   |
| Escocia   | UEFA          | 1  | 0  | 1  | 0  | 1  | 1  | 0   |
| Irlanda   | UEFA          | 1  | 0  | 1  | 0  | 0  | 0  | 0   |
| Italia    | UEFA          | 3  | 0  | 0  | 3  | 1  | 4  | -3  |
| Marruecos | CAF           | 1  | 0  | 1  | 0  | 2  | 2  | 0   |
| México    | CONCACAF      | 1  | 1  | 0  | 0  | 1  | 0  | 1   |
| Total     | Total         | 8  | 2  | 3  | 3  | 7  | 8  | -1  |

#### Por confederación
| Confederación | PJ | PG | PE | PP | GF | GC | Dif |
| ------------- | -- | -- | -- | -- | -- | -- | --- |
| CAF           | 1  | 0  | 1  | 0  | 2  | 2  | 0   |
| CONCACAF      | 1  | 1  | 0  | 0  | 1  | 0  | 1   |
| CONMEBOL      | 1  | 1  | 0  | 0  | 2  | 1  | 1   |
| UEFA          | 5  | 0  | 2  | 3  | 2  | 5  | -3  |